# Goniocera versicolor
Goniocera versicolor là một loài ruồi trong họ Tachinidae.